# クリーブランド・スタジアム
クリーブランド・スタジアム（Cleveland Stadium）は、アメリカのオハイオ州クリーブランドにかつて存在したスタジアム。クリーブランド・ミュニシバル・スタジアムまたは単にミュニシパル・スタジアムと呼ばれたこともある。MLBクリーブランド・インディアンスが1932年から1993年まで（1932年から1946年までは前本拠地リーグ・パークと併用）、NFLクリーブランド・ラムズが1937年から1945年まで（1938年と1942年を除く）、同クリーブランド・ブラウンズが1946年から1995年まで本拠地にしていた。
「1932年に開催される夏季オリンピック誘致のために建設された」と言われているが、開催地は既にロサンゼルスに決まっていたため、これは間違いである。
秋から春にかけて冷たい風が吹き込み、夏には蚊やカゲロウの群れが飛来することから、観客の評判が非常に悪く、また選手からも「グラウンドのコンディションが酷い」「ダグアウトで下水が逆流する」と文句が絶えなかった。このため「湖畔の失敗（The Mistake on the Lake）」と蔑まれた。
現在、跡地にはブラウンズの本拠地クリーブランド・ブラウンズ・スタジアムが建っている。
日本のプロ野球チーム、中日ドラゴンズのかつての本拠地・ナゴヤ球場（建設時は『中日スタヂアム』）はこの球場をモデルに設計している。

## 主要な出来事

### 野球
- 1935年7月8日：オールスターゲーム開催（ア 4 - 1 ナ）。
- 1941年7月17日：ヤンキースのジョー・ディマジオが無安打に終わり、連続試合安打が56でストップ。
- 1949年9月23日：インディアンスのリーグ連覇が消え、オーナーのビル・ベックと選手が前年のリーグ優勝ペナントをセンター付近に埋めてしまった。
- 1954年7月13日：オールスターゲーム開催（ア 11 - 9 ナ）。
- 1960年6月17日：レッドソックスのテッド・ウィリアムズが通算500本塁打を達成。
- 1963年7月9日：オールスターゲーム開催（ナ 5 - 3 ア）。
- 1974年6月4日：10セント・ビア・ナイト。レンジャーズ対インディアンス戦が酔った観客の乱入のため没収試合になった。集客イベントで、ビールを10セントで販売したことが発端だった。
- 1981年5月15日：レン・バーカーがブルージェイズ戦で完全試合を達成（インディアンス 3 - 0 ブルージェイズ）。
- 1981年8月9日、オールスターゲーム開催（ナ 5 - 4 ア）。
- ワールドシリーズ開催：1948年、1954年

### アメリカンフットボール
- 1987年1月11日:デンバー・ブロンコスとのAFCチャンピオンシップゲームで、ジョン・エルウェイに98ヤードのザ・ドライブで同点に追いつかれ、延長の末敗れて第21回スーパーボウル出場を逃した[1]。